# 甲斐優斗
甲斐 優斗（かい まさと、2003年9月25日 - ）は、日本の男子バレーボール選手である。同じくバレーボール選手の甲斐孝太郎は兄である。

## 来歴
宮崎県延岡市出身。小学2年生から父が監督を務めた延岡南バレーボールクラブでバレーボールを始めた（2歳上の兄・孝太郎もバレーボールを始めていた）。
2019年、孝太郎が通う宮崎県立日南振徳高等学校に進学。高校時代は全日本高等学校選手権大会（春高バレー）で活躍を見せた。
2022年、同じく孝太郎が通う専修大学に進学。同年、日本代表登録メンバーに選出された。
2023年、日本代表として中国代表との親善試合に出場し、サーブとスパイクで活躍を見せた。その後、ネーションズリーグの名古屋ラウンド（第1週）の日本代表登録選手14人に選出され、初戦のイラン戦で出場を果たした。そして、同年のパリオリンピック予選にも出場を果たした。
フィリップ・ブランからの勧めで大学シーズン終了後、宮浦健人の所属するパリ・バレーでプレーした。
2024年12月に行われた全日本バレーボール大学選手権大会（全日本インカレ）ではチームの初優勝に貢献し、自身は最優秀選手賞とサーブ賞を獲得した。
2025年1月、大阪ブルテオンに特別指定選手としての加入が発表された。1月24日に選手登録され、2月1日の2024-25シーズン第14節広島サンダーズ戦で初出場し、SVリーグデビュー。デビュー戦でサービスエースを記録した。5月に行われたアジアチャンピオンズリーグ終了後退団。7月に大阪ブルテオンに正式入団（内定）が発表された。

## 球歴
- 日本代表（2022年-）
  - ネーションズリーグ - 2023年、2024年、2025年
  - オリンピック - 2024年

## 受賞歴
- 2024年 - 全日本インカレ 最優秀選手賞・サーブ賞

## 所属チーム
- 延岡南バレーボールクラブ
- 延岡市立南中学校
- 宮崎県立日南振徳高等学校（2019-2022年）
- 専修大学（2022-2026年）
  -  パリ・バレー（2024年）
  - 大阪ブルテオン（2025-2026年）